# Эштрейту-де-Камара-де-Лобуш

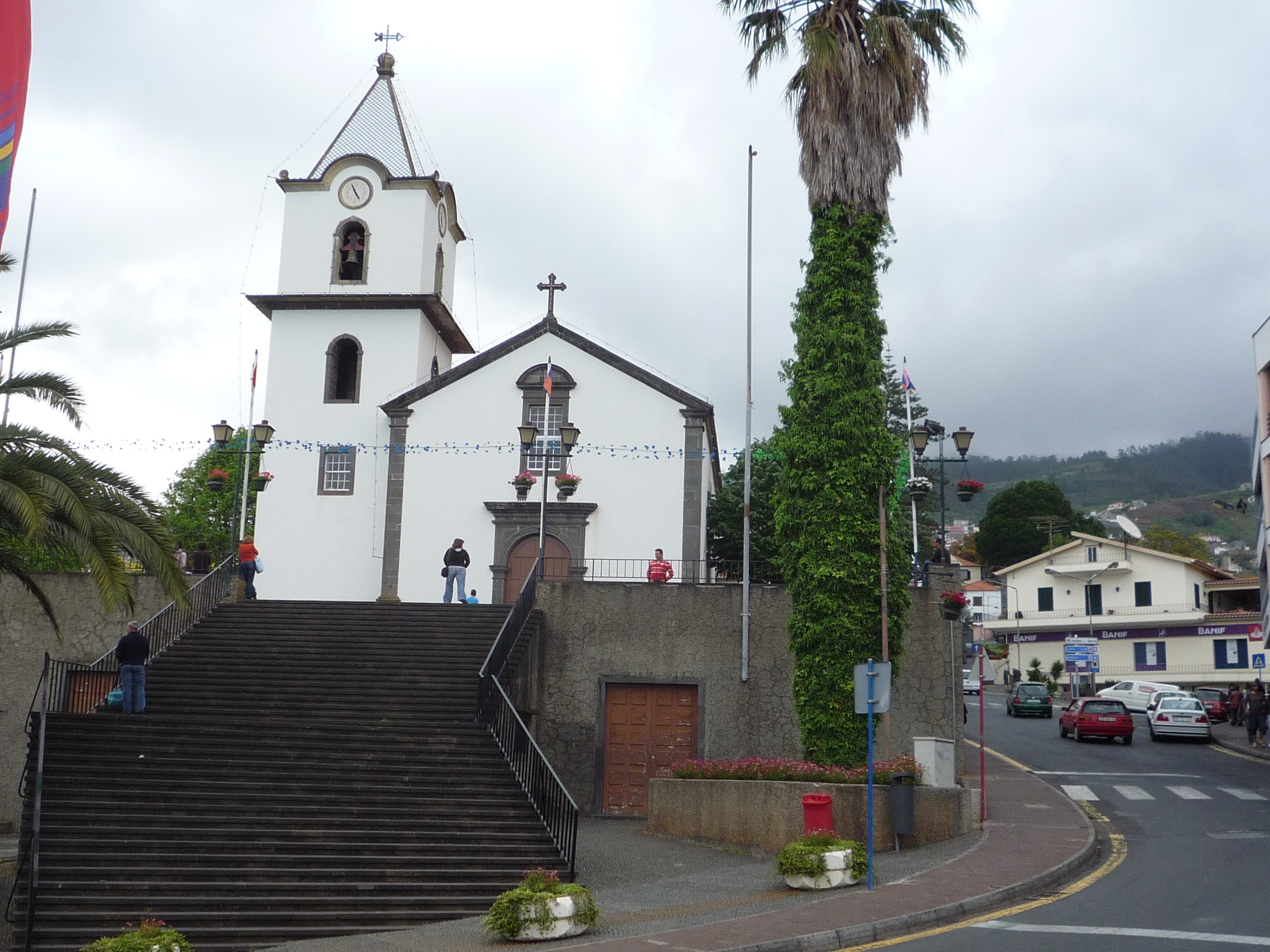
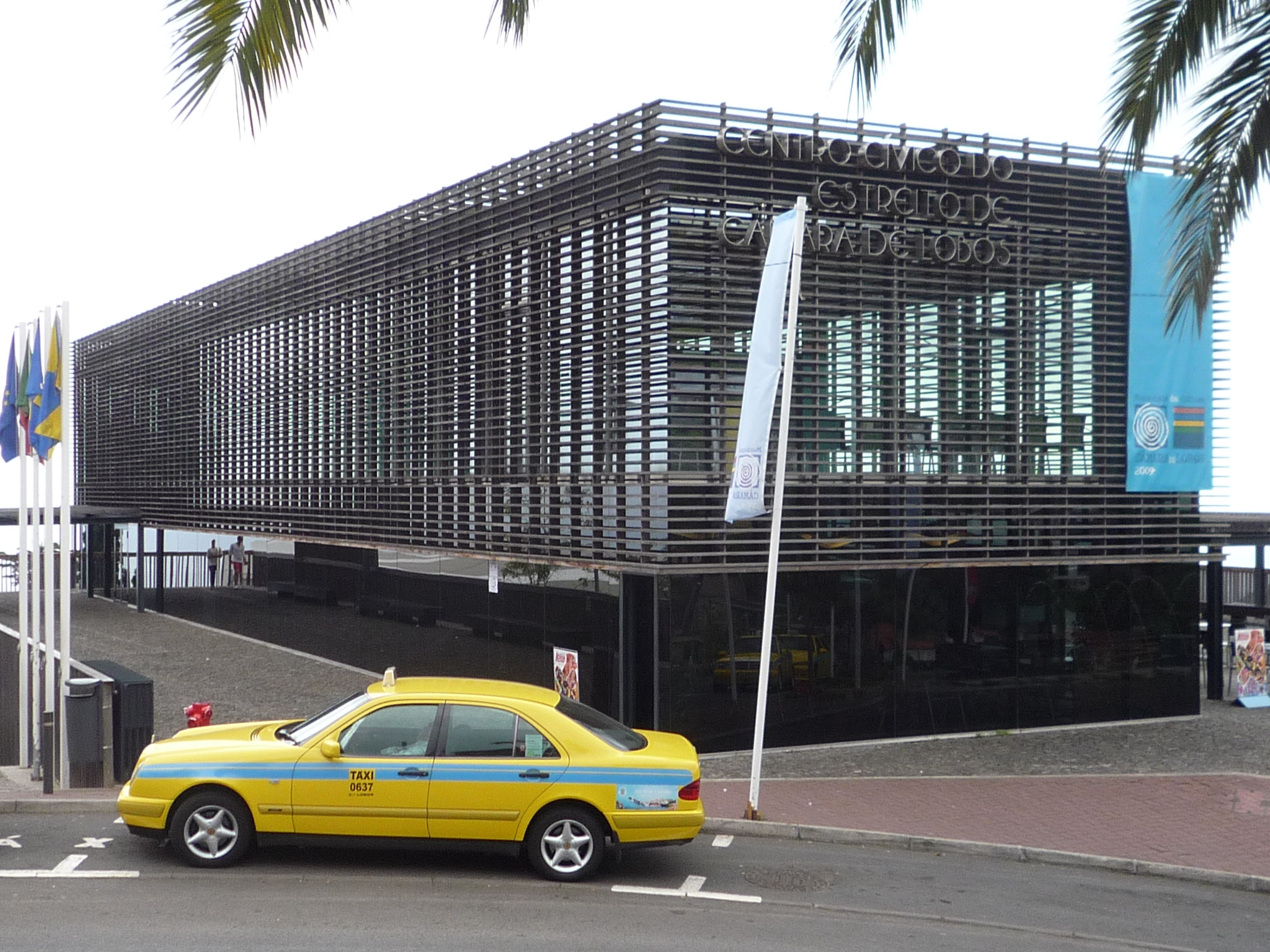
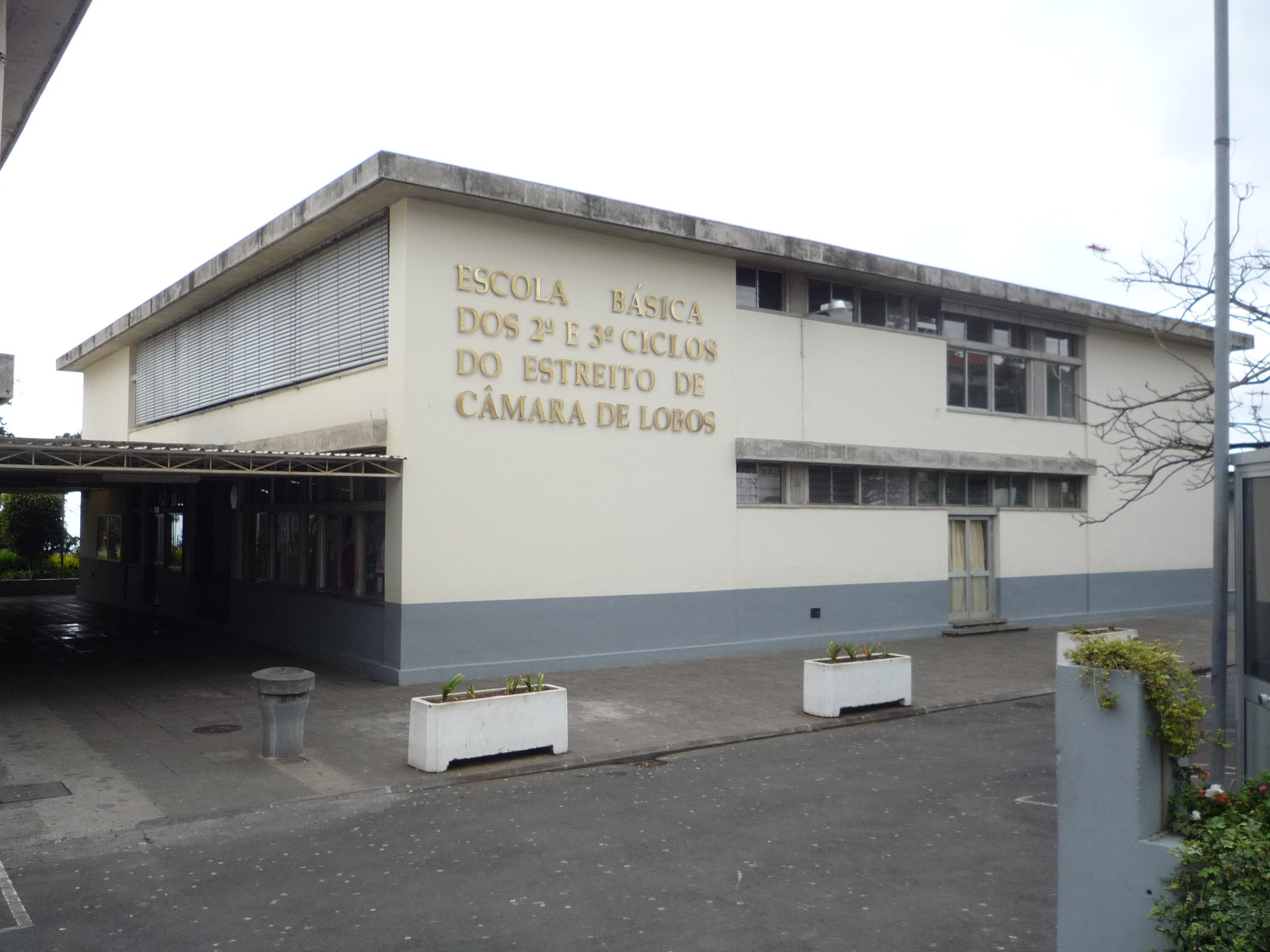
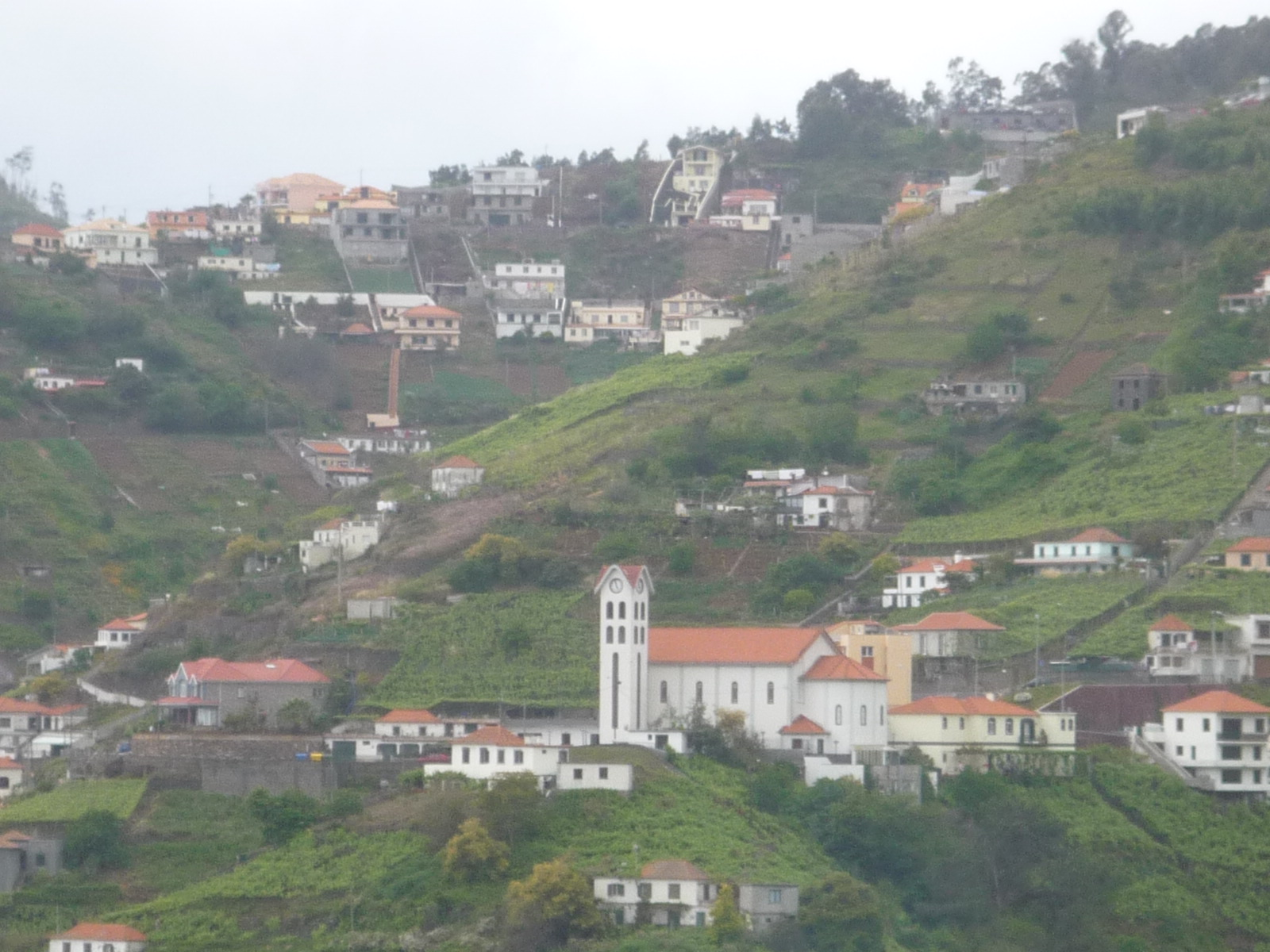
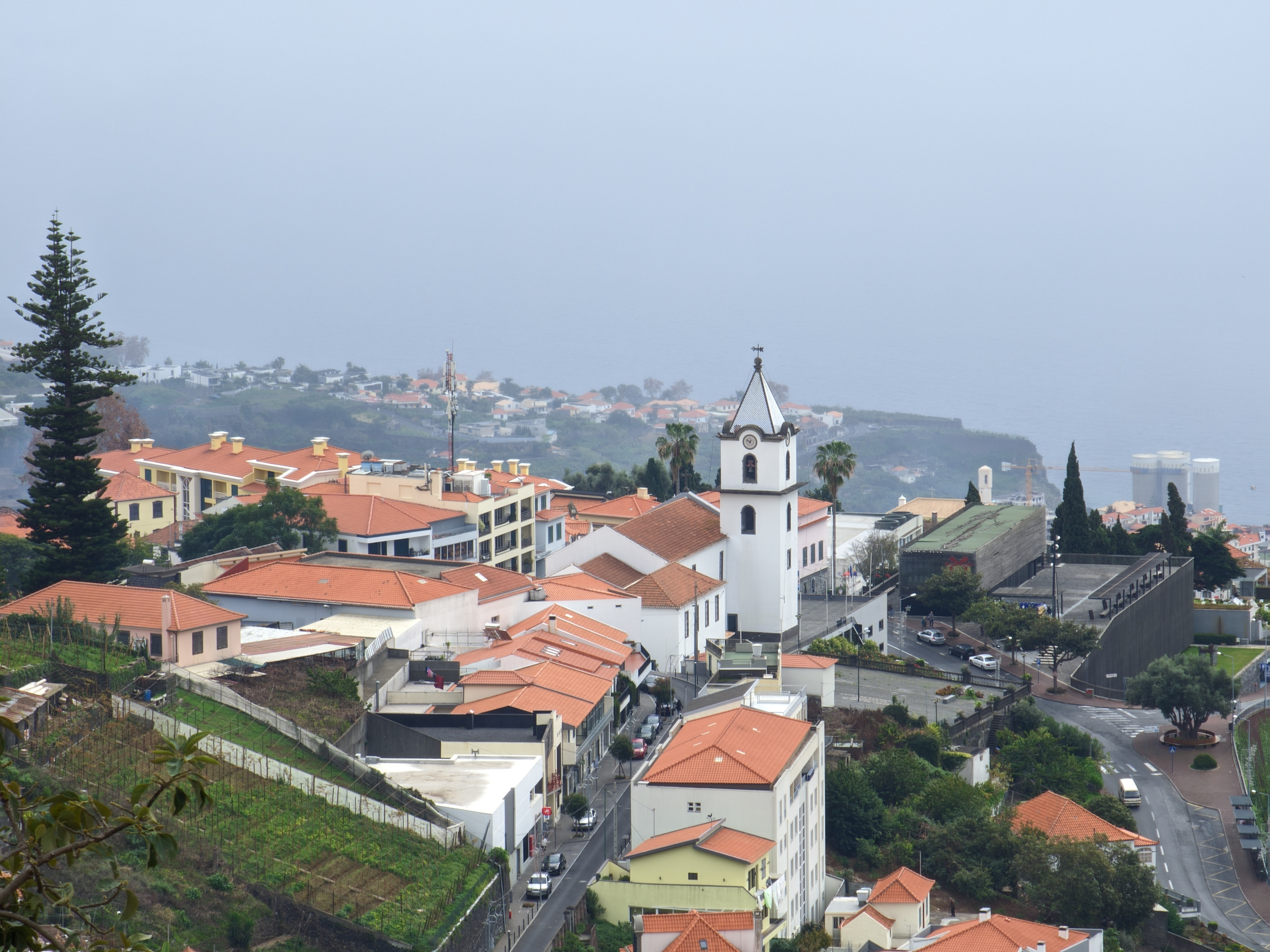
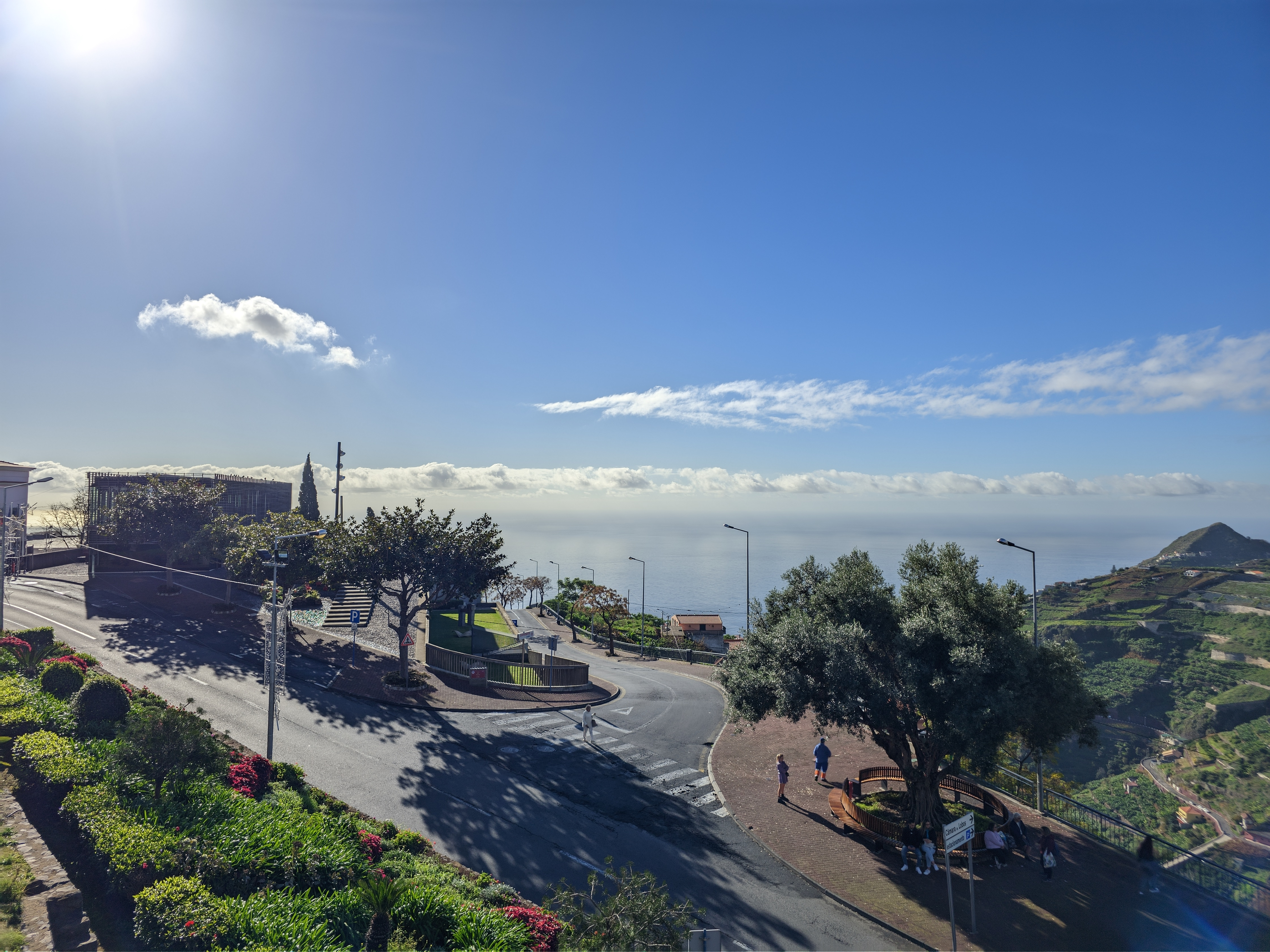
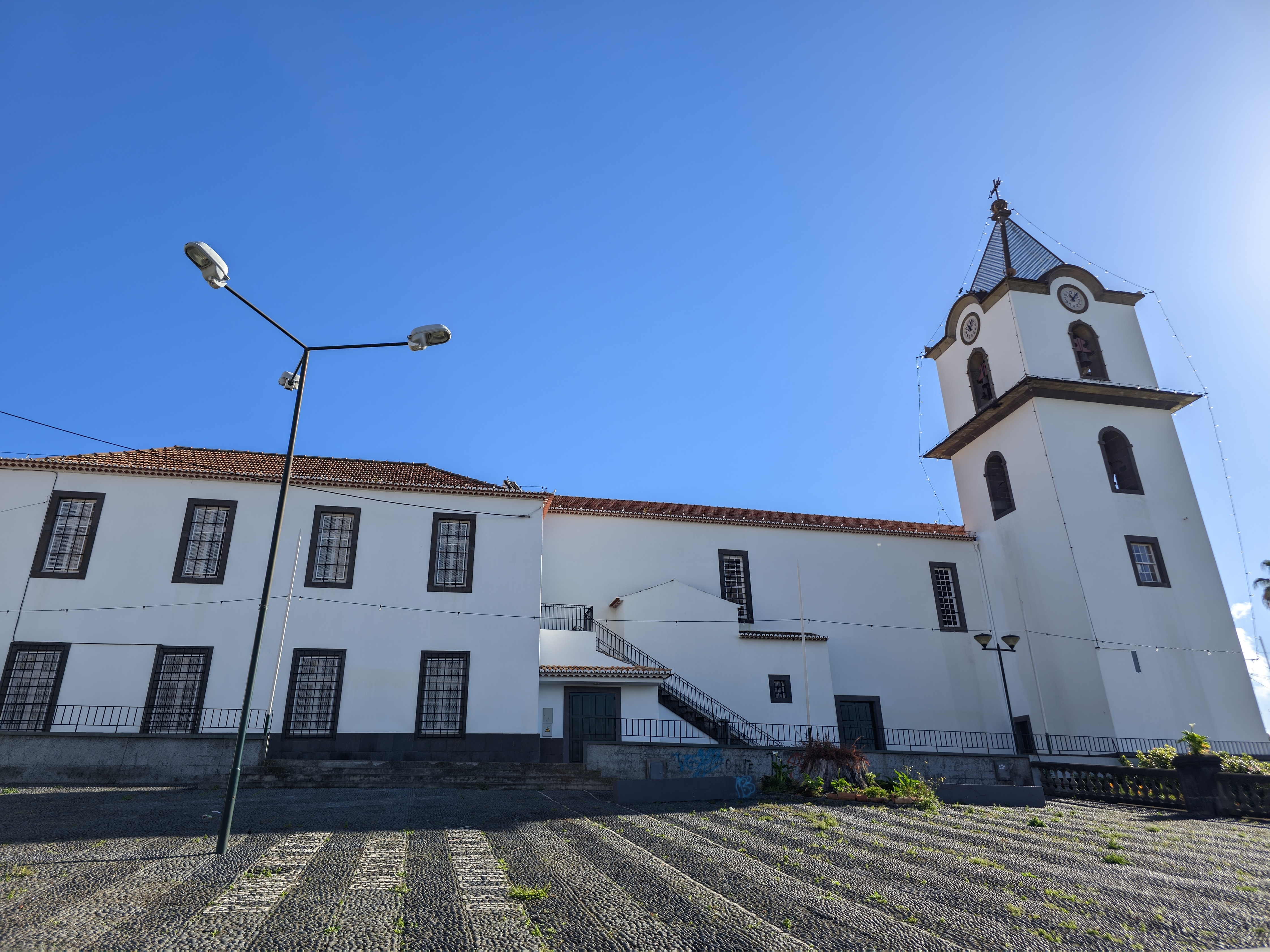
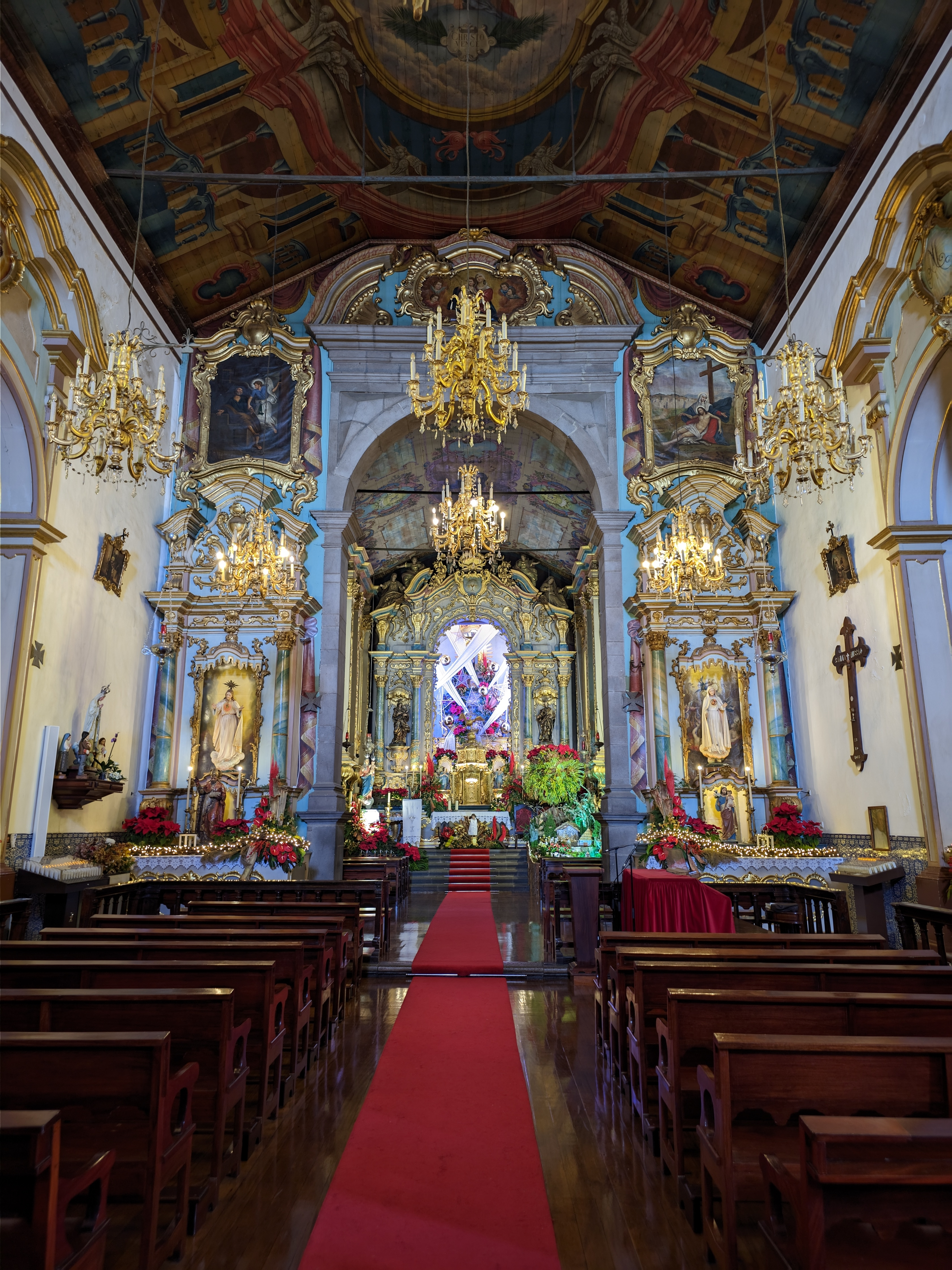
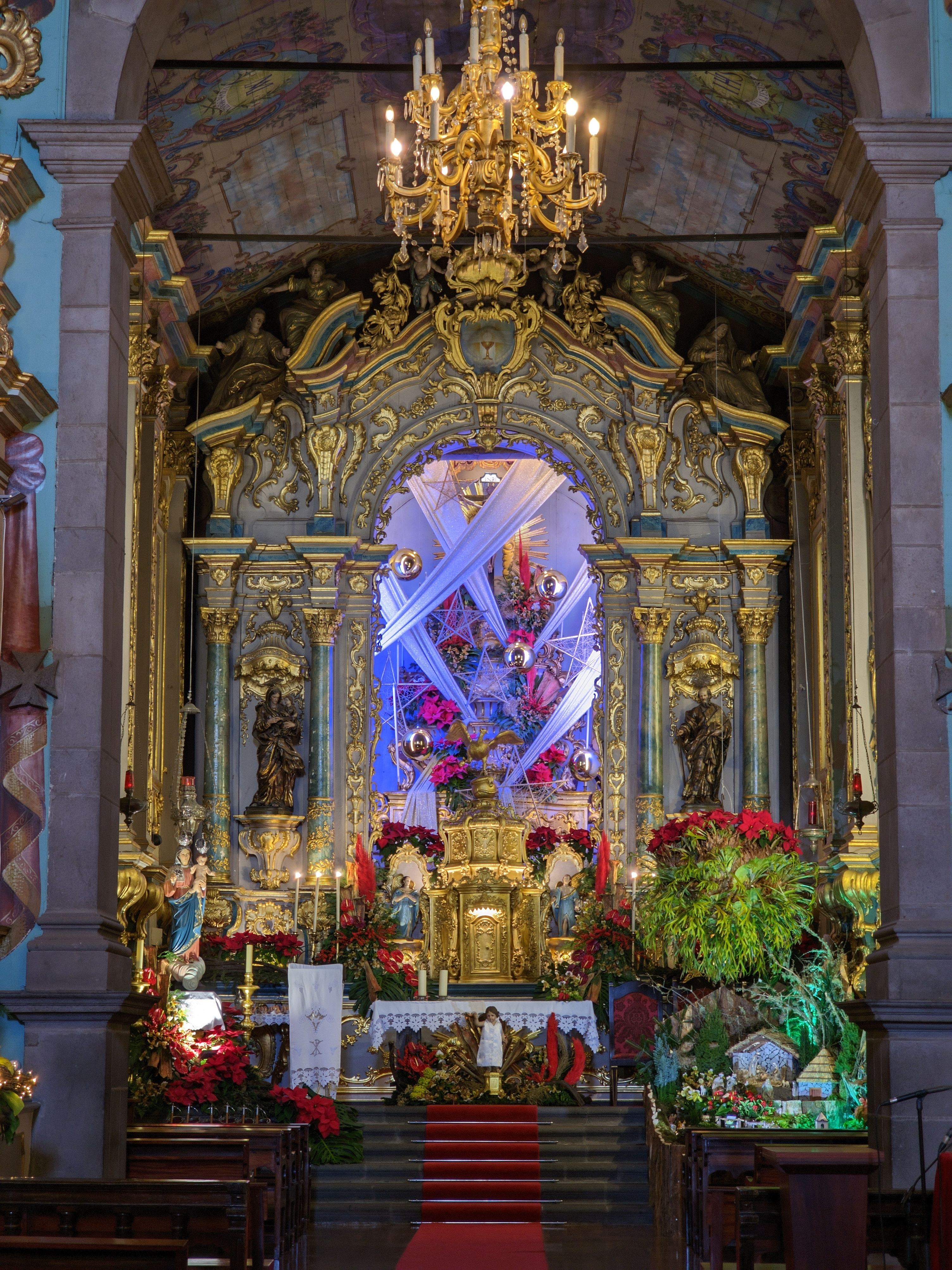
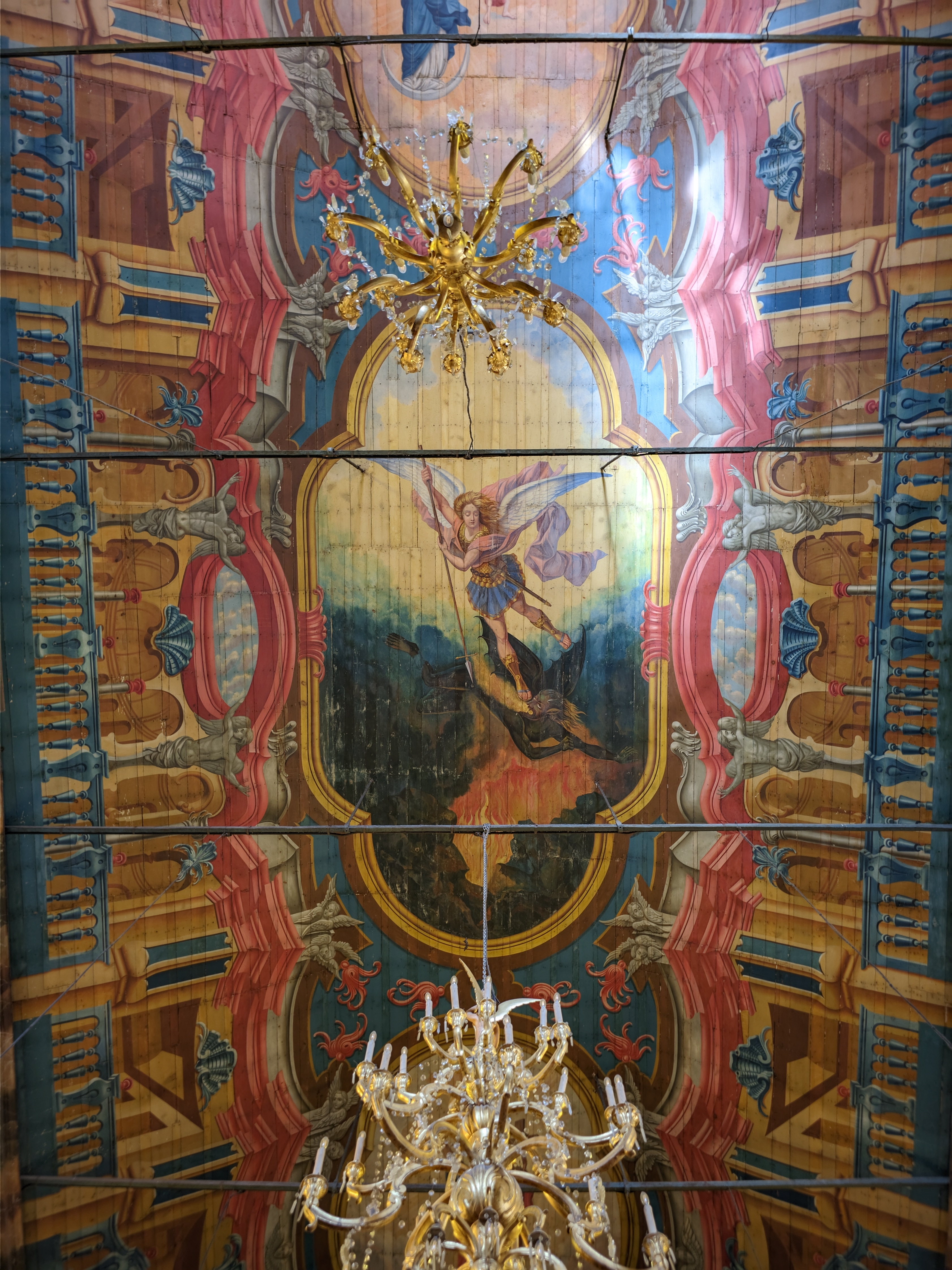
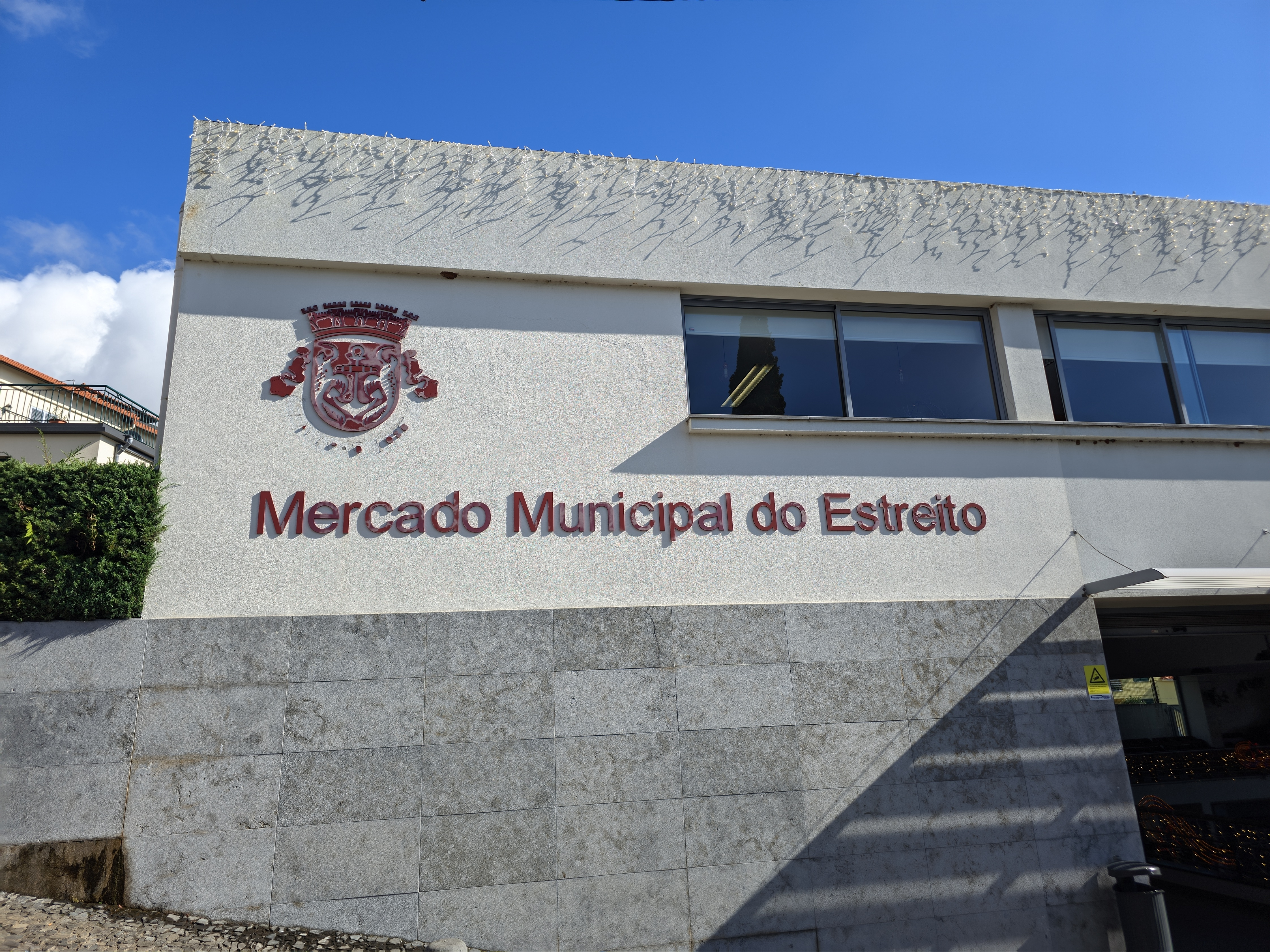

Эштрейту-де-Камара-де-Лобуш (порт. Estreito de Câmara de Lobos) — район (фрегезия) в Португалии, входит в округ Мадейра. Расположен на острове Мадейра. Является составной частью муниципалитета Камара-де-Лобуш. Население составляет 10 236 человек на 2001 год. Занимает площадь 8,14 км².